# Teràpia

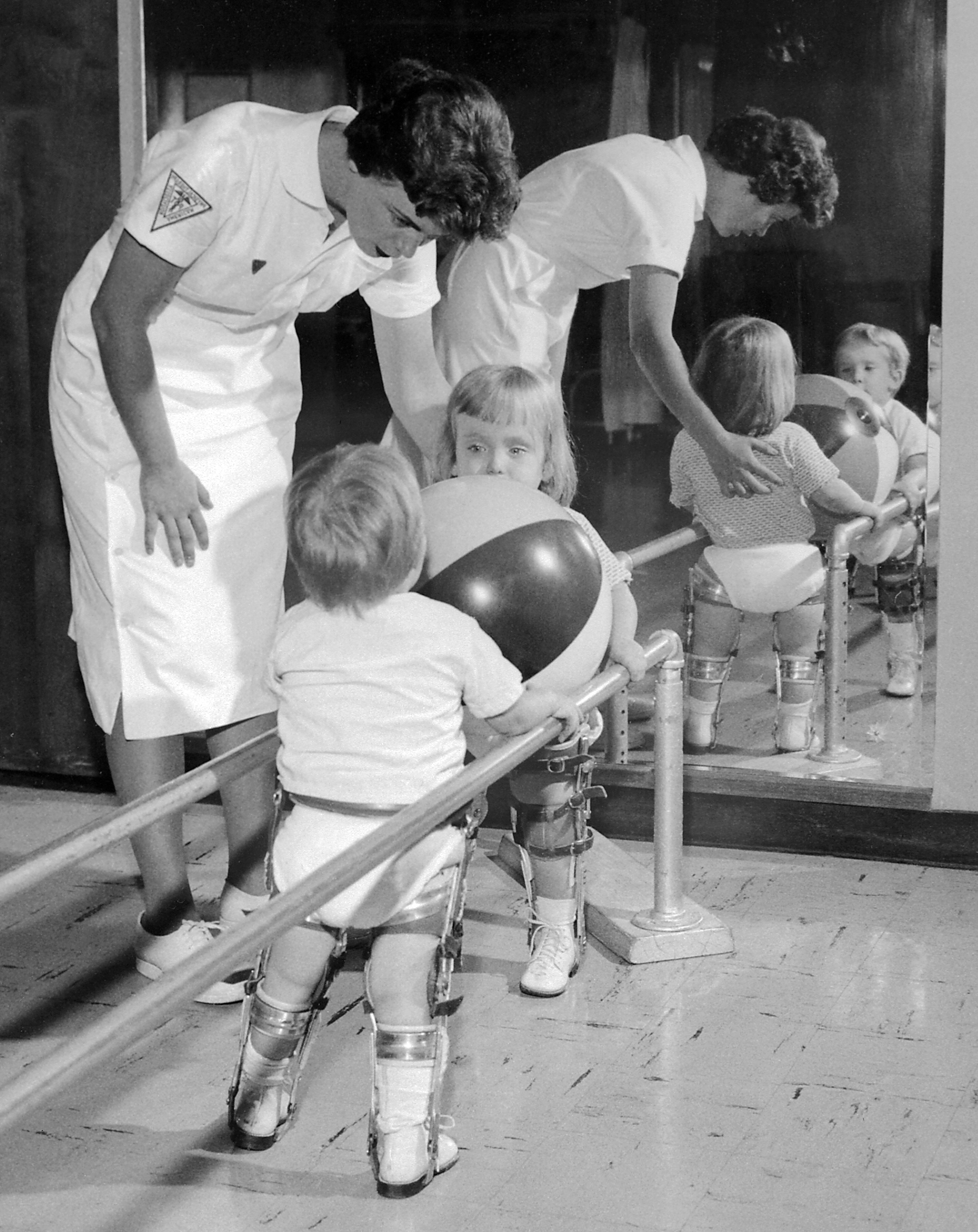
Una fisioterapeuta ajuda dos nens afectats per la pòliomielitis. Sessió de fisioteràpia, any 1963.

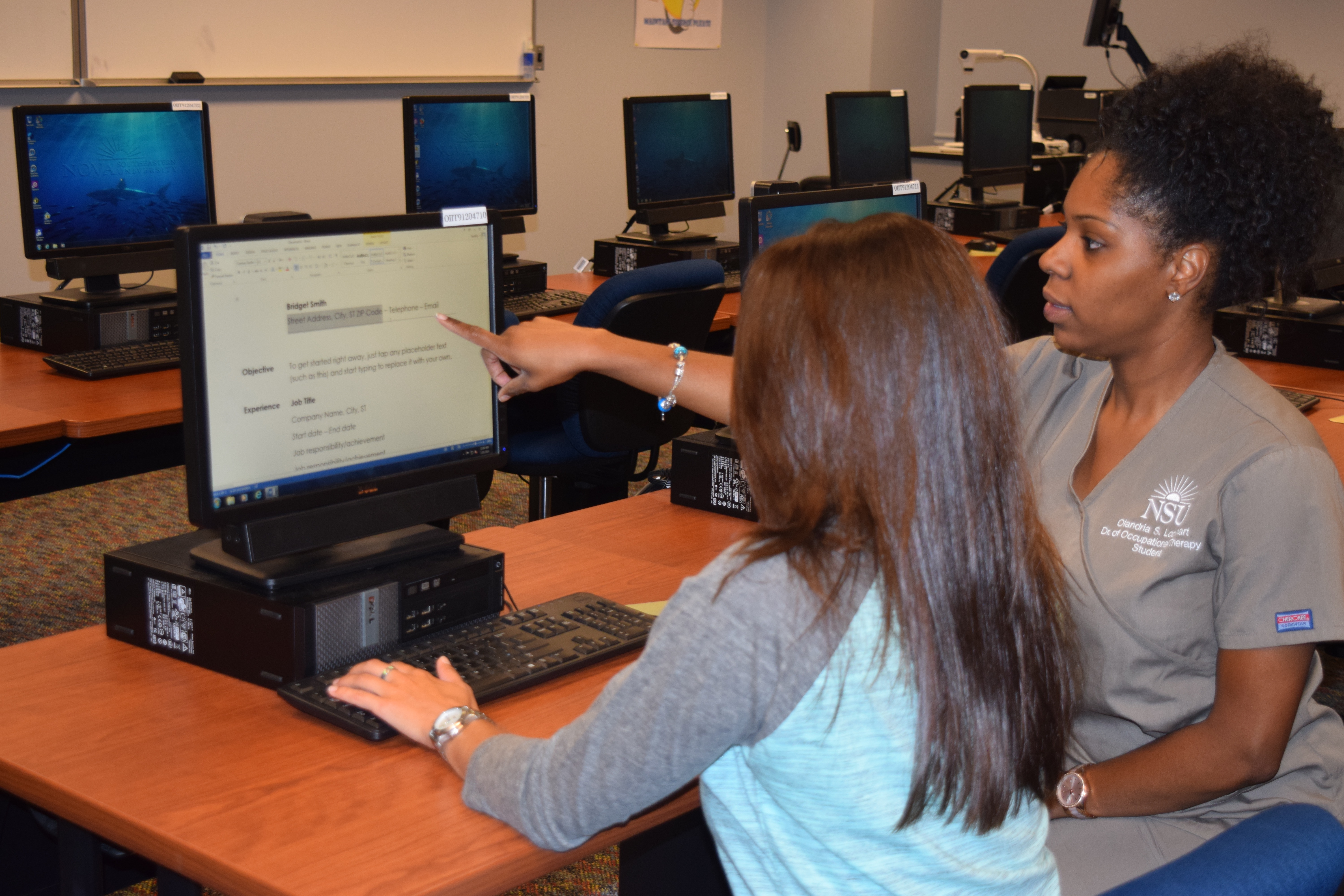
Terapeuta ocupacional ajudant una persona a elaborar un currículum.

Una teràpia (del grec antic: θεραπεία ‘curació’) o tractament és una intervenció mèdica destinada a corregir els símptomes o les causes subjacents causants d'un problema de salut en una persona. Normalment la teràpia té lloc després d'un diagnòstic.
A les pràctiques que asseguren servir com a tractament i que realment resulten una estafa se les anomena pseudoteràpies.

## Alguns tipus de teràpies i pseudoteràpies
- Teràpia gènica
- Fisioteràpia
- Xiatsu, pseudoteràpia manual tradicional del Japó
- Teràpia ocupacional
- Psicoteràpia
  - Teràpia gestalt
  - Teràpia de grup
  - Teràpia primal
  - Artteràpia
  - Logoteràpia
  - Musicoteràpia
- Teràpia electroconvulsiva, tractament psiquiàtric
- Teràpia vaginal postpart
- Teràpia cel·lular
- Artesania terapèutica
- Ultrasonoteràpia, teràpia ultrasònica
- Diàlisi renal, teràpia de reemplaçament renal
- Flors de Bach, pseudoteràpia
- Cromoteràpia, pseudoteràpia de la medicina alternativa
- Musicoteràpia, pseudoteràpia de la medicina alternativa
- Equinoteràpia, pseudoteràpia de la medicina alternativa
- Diafreoterapia, pseudoteràpia de la medicina alternativa
- Dansa moviment teràpia